# Лебёдушка
Лебёдушка — концерт для смешанного хора без сопровождения «Лебёдушка», написанный в 1967 году композитором Вадимом Николаевичем Салмановым. Концерт стал первым сочинением, где по-новому раскрылась русская тематика. Представляет собой пятичастный цикл на народные тексты.
Своим созданием концерта «Лебёдушка» Вадим Салманов также дал новое содержание[что?]. Прежде концерты создавались на духовную тематику (концерты Д. Бортнянского или А. Кастальского). «Лебёдушка» же сочинена на народный сюжет. Но в её основе лежит концертный принцип. За концерт для смешанного хора без сопровождения «Лебёдушка» В. Салманов был удостоен Государственной премии РСФСР имени М. И. Глинки за 1970 год.

## Анализ произведения
Каждая часть Концерта для смешанного хора без сопровождения «Лебёдушка» предназначена для определённого состава голосов.
Как пишет сам Вадим Николаевич, «… здесь соблюдается приём „соревнования“ солирующих партий, различных групп хора…» Создав хоровой концерт «Лебедушка», Салманов не только возродил традицию создания хоровых концертов, но внес огромный вклад в историю хорового искусства.
В основе концерта для смешанного хора «Лебедушка» лежит концертный принцип. Хоровой концерт имеет контрастно-составную форму. По музыкальному построению основой формообразования концерта является цикличность: состоит из нескольких законченных пьес (в данном случае частей) различного характера и темпа, объединенных по принципу внутреннего единства или контраста.
Каждая часть цикла предназначена для определённого состава голосов.

## Части цикла
| I ч.                   | II ч.          | III ч.              | IV ч.                    | V ч.             |
| ---------------------- | -------------- | ------------------- | ------------------------ | ---------------- |
| «Высоко ли, высоко ли» | «Ветры буйные» | «Туманы мои темные» | «Увели нашу подруженьку» | «На море лебедь» |

Каждая часть из цикла самостоятельная в своем развитии.
Делая вывод из частей Концерта для смешанного хора «Лебедушка» основой формирования цикличности композиции являются объединение частей по принципу контраста:
I ч.- «Высоко ли, высоко ли» — неторопливо, до мажор — до минор, полный состав хора." "Высоко ли, высоко ли, в поднебесьи летела над морюшком синим белых лебедушек стаюшка стая, стая белых, белых лебедушек чистых, над морюшком синим отстала от стаи своей лебединой лебедушка бедная, чистая, «Отстала от стаи своей, лебедушка чистая, садилась лебедушка на море сине, садилась на море сине, стала молодца ждать, ждать-поджидать, молодца доброго, молодца статного ждать.»
II ч.- «Ветры буйные» — умеренно скоро, ми минор (со звучанием фригийского лада), женский состав хора с партией солирующего сопрано («Ветры буйные, разбушуйтеся, заметите путь-дороженьку, не пройти бы, не проехати, что за мной младой чужим людям, ты закройся, красно солнышко, разбушуйся, туча грозная, туча грозная да громовитая»).
III ч.- «Туманы мои темные» — спокойно, ми-бемоль мажор (со звучанием лидийского лада), полный состав хора(«Туманы мои темные, да сквозь эти туманы ничегохонько было не видно, ой да только видемы туманы мои темные»)
IV ч.- «Увели нашу подружку» — скоро, легко, си-бемоль минор, мужской состав хора с солирующими партиями альтов и басов и партией солирующего тенора.
V ч.- «На море лебедь» — спокойно, фа минор (со звучанием дорийского лада), полный состав хора с солирующей партией сопрано («На море лебедь воду пила, напившись воды, на берег взошла…»;придет зима, да студеная «Выпадут снега, да глубокие, западут следы да лебедушкины тут я с морюшком»).

## Содержание частей
- 1 ч.- несет повествовательный характер. Рассказ о лебедушках-девушках начинается вступлением мужских голосов.
- 2 ч.- хорового концерта «Ветры буйные» написана для женского состава хора с солирующей партией сопрано. Эта часть проникнута глубоким чувством девичьей тревоги.
- 3 ч.- «Туманы мои темные»- рассказ ведется от имени девушки-лебедушки, которая повстречала своего Сокола ясного.
- 4 ч.- хорового концерта имеет печальный характер.
- 5 ч.- исполняет весь хор.

### Аудиозаписи
- http://muzofon.com/search/Лебедушка%20салманов
- http://miloman.net/mp3/%EB%E5%E1%E5%E4%F3%F8%EA%E0
- http://mp3prima.com/mp3poisk/лебедушка

### Ноты
- http://primanota.ru/v-salmanov/lebedushka-sheets.htm

### Материалы
- http://yaneuch.ru/cat_13/vn-salmanov-vysoko-li-vysoko/73331.1456301.page1.html
- http://www.lib.csu.ru/vch/243/036.pdf
- http://moi-mummi.ru/load/predmety_khudozh_zdorovesber_ehstet_napravlenija/muzyka/lebedushka/55-1-0-5859
- http://www.0zd.ru/muzyka/princip_kontrasta_kak_osnova.html